# 阿尔蒂诺·阿兰特斯大厦

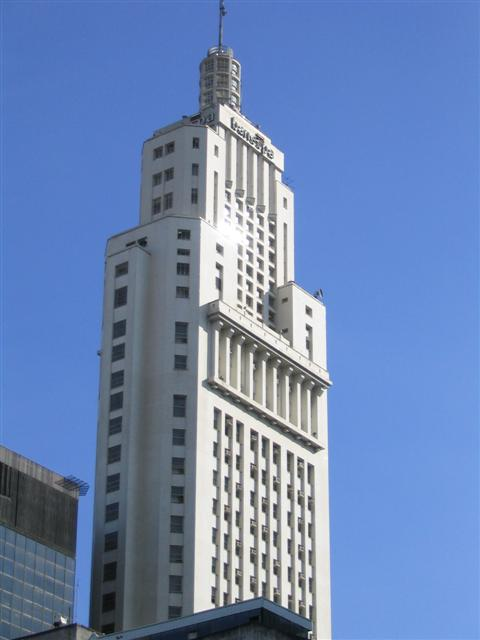
阿尔蒂诺·阿兰特斯大厦

阿尔蒂诺·阿兰特斯大厦（葡萄牙語：Edifício Altino Arantes）是巴西圣保罗的一座摩天大厦，为全市第三高的建筑物。大厦楼高161米，有40层，于1947年落成。